# سولانج بری
سولانج بری (به انگلیسی: Solange Berry) (زاده ۲۳ نوامبر ۱۹۳۲) خواننده بلژیکی است.
او نماینده لوکزامبورگ در یوروویژن ۱۹۵۸ بود.